# Association de la noblesse bretonne
L'association de la noblesse bretonne (ANB) (Tudjentil Breizh en breton) est une association loi de 1901 créée en 2004, dont les objets principaux sont de promouvoir et mettre en pratique les valeurs de la noblesse chevaleresque, ainsi que la promotion et protection de la culture, de l'histoire et de la langue bretonne.
L'adhésion est réservée aux personnes membres d’une famille noble bretonne, ou membres d’une famille noble habitant (ou liée à ) la Bretagne, après examen des dossiers d'adhésion par une commission des preuves formée au sein de l'association. Les personnes ne remplissant pas une de ces deux conditions peuvent cependant postuler à l'ANB sous le statut d'« Ami(e) de la Noblesse Bretonne ».
Jakez de Poulpiquet de Brescanvel en est le président depuis sa création.

## Création
L'ANB a été créée en 2004 par sept membres de familles nobles bretonnes ou habitant la Bretagne, dont Jakez de Poulpiquet de Brescanvel, Florence de Massol de Rebetz, Louis de La Tullaye, Emmanuel Audren de Kerdrel, Hubert le Gouvello de la Porte et Olivier Esmangart de Bournonville.

## Objet de l'association
Les deux missions que s'est fixées l'association figurent dans les statuts de l'association déposés en septembre 2004 en préfecture d'Ille-et-Vilaine :
- 1re mission : Promouvoir et mettre en pratique les valeurs de la noblesse chevaleresque par des actions concrètes
- 2e mission : Contribuer au développement de la langue bretonne, au rayonnement de la culture bretonne et à la diffusion de l’histoire de Bretagne.

Selon son site internet, l'association n'est « ni un club mondain, ni un mouvement extrémiste breton » mais une association agissante engagée à la fois sur le terrain humanitaire et sur le terrain culturel, et qui soutient trois revendications politiques qui lui paraissent justifiées :
- Réunification administrative de la Bretagne (réintégration de la Loire-Atlantique)
- Ratification par le Président de la République de la charte européenne des langues minoritaires
- Rajout à l’alinéa de l'Article 2 de la Constitution Française : "Le Français est la langue de la République" de la mention : « dans le respect des langues régionales »

## Actions
Le 29 septembre 2007, l'association organisa une manifestation devant le Parlement de Bretagne pour protester contre la réforme de la carte judiciaire de Rachida Dati.
En 2010, La Poste commercialise un timbre officiel personnalisé avec le blason de l'association. Selon cette dernière, il s'agirait du premier timbre avec le mot "BREIZH" (Bretagne) à validité permanente (lettre prioritaire à 20 g).
En 2011, l'association organise une manifestation au château des ducs de Bretagne afin de réclamer son détachement de la région des Pays de la Loire au profit de la région Bretagne.
En 2013 l'association est à l'initiative de la création du Comité Anne de Bretagne afin de marquer le 500e anniversaire de la mort d'Anne de Bretagne avec une centaine d'évènements organisés à travers toute la Bretagne.
En 2021, l'association rejoint Le Comité PONTCALLEC 1720-2020 (qui regroupe plusieurs associations dont l'Institut Culturel de Bretagne, Bretagne Réunie, le Musée Archipel Breton / Koad Sav Pell et l'Association Bretonne) qui organisa une manifestation le Samedi 2 octobre 2021 à Nantes sur les lieux mêmes de l'exécution du marquis de Pontcallec, place du Bouffay, 300 ans plus tôt.

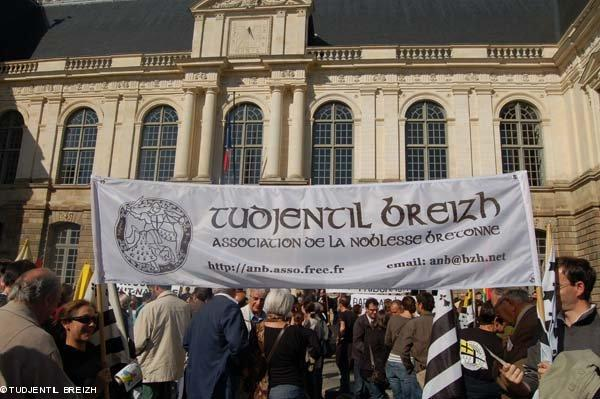
Manifestation de l'ANB devant le Parlement de Bretagne, à Rennes
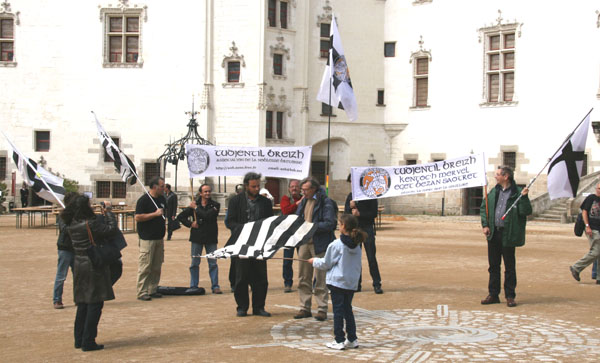
Manifestation de l'ANB dans la cour du château des ducs de Bretagne, à Nantes

## Drapeau

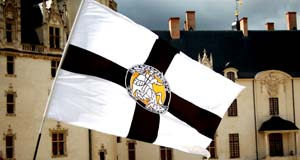
Drapeau de l'ANB

Le drapeau officiel de l'association est déterminé en 2007. Il s'agit du Kroaz Du, drapeau national breton historique et étendard de la Chevalerie bretonne au temps des Croisades, chargé en son centre du logo remanié de l’association. Selon les règles de la vexillologie, les modifications suivantes ont été apportées à l’emblème central : suppression des inscriptions, le chevalier est tourné face à la hampe, donc face au vent, et symboliquement sus à l’adversaire. Enfin, le chevalier se détache sur fond orangé.
L’association du noir et de cette couleur rappelle la bannière armoriée de la famille Hélouri de Kermartin, ou drapeau de Saint-Yves, Patron des Bretons et avocat des pauvres.

## Critères d'admission
L'association de la noblesse bretonne admet deux types d'adhérents, chacun avec un statut et une carte de membre distincts :
- Membre d'une famille noble bretonne : Est admise toute personne membre d'une famille de la noblesse bretonne ou d'une famille de la noblesse française habitant actuellement la Bretagne[7].
- Ami(e) de la noblesse bretonne : Est admise toute personne qui partage les valeurs de l'association mais qui ne remplit pas les trois critères simultanés normalement exigés, notamment l'appartenance à une famille noble de Bretagne ou de noblesse française habitant en Bretagne.

Le site internet de l'ANB recense près de 400 familles nobles françaises subsistantes originaires de Bretagne ou établies en Bretagne, au sens de la Bretagne historique, c'est-à-dire incluant la Loire-Atlantique.
Tous les membres, issus d'une famille noble bretonne ou non, forment ainsi les « Tudjentil Breizh », traduisible comme gentilshommes de Bretagne, qui s’engagent en signant la charte d’adhésion à faire leurs preuves chevaleresques par des actions concrètes dans le domaine humanitaire ou dans le domaine culturel.

## Publications
Sur son site internet, l'association publie divers articles sur la noblesse et l'histoire bretonne, notamment la liste des près de 400 familles nobles bretonnes authentiques subsistantes au début du XXIe siècle, les devises de certaines, ainsi que sur la noblesse bretonne dans l'Histoire.
- Bulletin, journal envoyé aux membres de l'association et aux abonnés depuis 2005, avec divers articles portant sur les personnages importants de la Bretagne, des évènements, des commémorations, etc, téléchargeable depuis leur site internet[11].